# Conclave de 1644
El conclave de 1644 va ser convocat després de la mort del Papa Urbà VIII (29 de juliol de 1644), i va concloure amb l'elecció del cardenal Giovanni Battista Pamphilj qui adoptà el nom papal d'Innocenci X.
El conclave començà el 9 d'agost; dels 61 cardenals que conformaven el Sacre Col·legi n'entraren 57. Durant el conclave, un d'ells morí (Guido Bentivoglio) i dos més es retiraren per malaltia (Gaspare Mattei i Giulio Gabrielli). Els cardenals discutiren durant 37 dies, concloent el 15 de setembre de 1644, quan el nou Papa resultà electe amb 53 vots.
El cardenal Gil Carrillo de Albornoz presentà el veto espanyol a l'elecció de, mentre que el cardenal Giulio Mazzarino arribà massa tard al conclave per poder presentar el veto francès a l'elecció de Giovanni Battista Pamphilj, en arribar a Roma quan l'elecció de Pamphilj ja havia tingut lloc.
En ocasió de la seva coronació, celebrada el 4 d'octubre de mans del cardenal Carlo de' Medici, cardenal protodiaca, per primera vegada es va il·luminar la cúpula de la basílica de Sant Pere.

## Composició del Col·legi Cardenalici

### Cardenals participants
1. Marcello Lante della Rovere, degà del Sacre Col·legi de Cardenals
2. Pier Paolo Crescenzi, vice degà del Sacre Col·legi de Cardenals
3. Francesco Cennini de' Salamandri
4. Guido Bentivoglio (mort al conclave el 7 de setembre de 1644)
5. Giulio Roma
6. Luigi Capponi
7. Gaspar de Borja y Velasco
8. Alfonso de la Cueva-Benavides y Mendoza-Carrillo
9. Antonio Barberini seniore, O.F.M.Cap.
10. Ernest Adalbert von Harrach
11. Bernardino Spada
12. Federico Baldissera Bartolomeo Cornaro
13. Giulio Cesare Sacchetti
14. Giovanni Domenico Spinola
15. Giovanni Battista Pamphilj (elegit Papa Innocenci X)
16. Gil Carrillo de Albornoz
17. Alphonse-Louis du Plessis de Richelieu, O.Cart.
18. Ciriaco Rocci
19. Giovanni Battista Maria Pallotta
20. Cesare Monti
21. Francesco Maria Brancaccio
22. Alessandro Bichi
23. Ulderico Carpegna
24. Marcantonio Franciotti
25. Stefano Durazzo
26. Francesco Maria Macchiavelli
27. Ascanio Filomarino
28. Marcantonio Bragadin
29. Pier Donato Cesi el Jove
30. Girolamo Verospi
31. Vincenzo Maculani, O.P.
32. Francesco Peretti di Montalto
33. Giovanni Giacomo Panciroli
34. Fausto Poli
35. Lelio Falconieri
36. Gaspare Mattei (abandonà el conclave el 10 de setembre de 1644 per malaltia)
37. Cesare Facchinetti
38. Girolamo Grimaldi-Cavalleroni
39. Carlo Rossetti
40. Gianbattista Altieri
41. Mario Theodoli
42. Francesco Angelo Rapaccioli, legato a Viterbo
43. Francesco Adriano Ceva
44. Angelo Giori
45. Juan de Lugo, S.J.
46. Carlo de' Medici, cardenal protodiaca
47. Francesco Barberini el Vell
48. Marzio Ginetti
49. Antonio Barberini
50. Girolamo Colonna
51. Giangiacomo Teodoro Trivulzio
52. Giulio Gabrielli (abandonà el conclave el 10 de setembre de 1644 per malaltia)
53. Rinaldo d'Este
54. Vincenzo Costaguti
55. Giovanni Stefano Donghi
56. Paolo Emilio Rondinini
57. Achille d'Estampes de Valençay

### No presents al conclave
1. François de la Rochefoucald
2. Baltasar Moscoso y Sandoval
3. Giulio Raimondo Mazzarino
4. Virginio Orsini

## Història

### La influència d'Urbà
El papat d'Urbà VIII (que va incloure la costosa primera guerra de Castro) havia resultat econòmicament difícil per a Roma i l'Església i el conflicte en curs pel control de l'Església entre l'Espanya i França, així com la Guerra dels Trenta Anys van fer que molts cardenals arribessin al conclave buscant un compromís que portés estabilitat a l'Església.
Però el papat d'Urbà també havia sotmès l'Església a un notori nepotisme. Ell mateix havia nomenat tres membres de la seva família com a cardenals: el seu germà Antonio Marcello Barberini i els dos seus nebots, Francesco Barberini i Antonio Barberini. Els seus nebots, sobre tots, tenien interès en mantenir la riquesa, el poder i les propietats que havien reunit durant el papat del seu oncle, i ambdós cercaren alterar el conclave en favor seu.
Van començar contractant, segons els rumors, a bandes de bandolers i mercenaris perquè voltessin pels carrers de la ciutat provocant aldarulls, fent soroll i provocant incomoditat als cardenals assistents al conclave.

### El conclave dividit
Falsament, Francesco es posà al costat dels cardenals lleials a Espanya. Urbà VIII havia estat un decidit francòfil, i els cardenals reunits al conclave eren lleials a Espanya des del començament del mateix. Antoni, en la direcció del cardenal Mazarino, es posà al costat dels cardenals lleials a França, sent recolzat per grans quantitats de diner dels francesos, amb el qual comprarien vots indecisos.
Així doncs, més que treballar pel consens, ambdós germans van dividir el conclave. Quan les votacions van començar el 29 d'agost, Antonio elevà a Giulio Cesare Sacchetti com a candidat, però sense gaire èxit. L'endemà, Francesco nomenà a Giovanni Battista Pamphili, aconseguint el mateix resultat.
En un punt mort, els germans decidiren llavors guanyar a l'altre. Antonio canvià el conclave oferint tota gama d'incentius a diversos cardenals, des de càrrecs oficials a suborns als seguidors d'Espanya a canvi que alteressin el seu vot en favor de Sacchetti. Els tractes anaven a ser administrats pel recent arribat ambaixador francès, i probablement haurien arribat a la conclusió de que l'ambaixador no intentaria col·locar clàusules avantatjoses a l'acord quan arribés el moment en què els germans arribessin a un acord. El nou acord finalitzà en 20.000 doblons lliurats a l'ambaixador i a la seva família a canvi que actués com a agent entre les dues parts. Antonio es retirà de les negociacions molt enfadat i trencà les negociacions.

### Pamphili resulta elegit
Tot i que probablement no hagués hagut, Francesco Barberini comptà amb una generosa oferta de la delegació espanyola que incloïa una promesa de protecció als Barberini (incloent el mateix Francesco) del rei Felip IV de Castella. Antonio i la seva delegació van estar d'acord, i el matí següent, 15 de setembre de 1644, Pamphili va ser escollit, triant el nom d'Innocenci X.

### La reacció francesa
El cardenal Mazarino tenia un roc a la faixa, i era exercir el jus exclusivae de França contra el nomenament de Pamphili, i marxà cap a Roma; però arribà massa tard per emetre el veto. Així, el cardenal Gil de Albornoz presentà un veto contra Sacchetti, deixant un resultat indubtable.
Mazarino estava furiós i culpà l'ambaixador, qui afirmà que Antonio Barberini havia inclòs la clàusula en el seu propi acord com excusa per posar-se d'esquena als francesos i de costat dels espanyols. Mazarino, interessat en mantenir-se en bones relacions amb els Barberini. Mazarino serví més tard de refugi pels nebots de Barberini, inclòs el germà dels cardenals Taddeo Barberini, després que Innocenci X els investigués i els fes exiliar.
Enfadat davant del poder que l'elecció que Innocenci donà a la ja seva poderosa cunyada, Olimpia Maidalchini, es diu que el cardenal Alessandro Bichi exclamà «acabem d'elegir una papessa». Els seguidors de Bichi i la delegació francesa posaren cartells a les esglésies anomenant-la "Papessa Olímpia I".